# Тимур і його команда (фільм, 1976)
«Тимур і його команда» (рос. «Тимур и его команда») — український радянський художній фільм 1976 року режисерів Олександра Бланка і Сергія Лінкова за однойменним твором Аркадія Гайдара.

## Сюжет
СРСР, літо 1939 року. Женя, дочка командира Червоної Армії, на дачі під Москвою знайомиться зі своїм ровесником — Тимуром.
Її старша сестра Ольга приймає Тимура за хулігана та забороняє Жені дружити з ним. Насправді ж Тимур — командир групи піонерів, які живуть в дачному селищі і таємно надають допомогу людям похилого віку і сім'ям червоноармійців.
У цьому ж селищі орудують хулігани на чолі з Мишком Квакіним. Піонери вступають з ними у протиборство...

## У ролях
- Антон Табаков
- Інга Третьякова
- В'ячеслав Баранов
- Лев Ідашкін
- Костянтин Леонов
- Дмитро Пасинков
- Володя Шкаликов
- Пілле Піхламягі
- Люся Мухіна
- Ольга Дрюпіна
- Сергій Молчанов
- Володя Дубровін
- Дмитро Мульов
- Людмила Гаврилова
- Леонід Куравльов
- Бруно Фрейндліх
- Тетяна Федорова
- Любов Соколова
- Микола Гринько
- Наталія Дубровська

## Творча група
- Сценарій: Олександр Бланк, Сергій Лінков, Ніна Давидова
- Режисер: Олександр Бланк, Сергій Лінков
- Оператор: Геннадій Карюк
- Композитор: Григорій Фрид